# Full Metal Planete
Full Metal Planete is een videospel dat werd ontwikkeld door Hitech Productions en Infogrames Europe. Het spel kwam in 1989 voor de Commodore Amiga. Het spel is een beurtgebaseerde bordspel waarbij het bord van bovenaf wordt geprojecteerd.

## Platforms
- Amiga (1989)
- Apple IIgs (1994)
- Atari ST (1990)
- DOS (1990)